# Філіпп Вольф
Філіпп Вольф (порт. Philipp Wolf, 15 серпня 1992) — бразильський плавець.